# 克里斯·沃德尔
克里斯‧沃德爾（Chris Waddle，1960年12月14日—），前英格蘭足球運動員，司職翼鋒，成名於紐卡素，其後效力熱刺、錫周三及馬賽。

## 生平

### 球會
沃德爾出生於英格蘭，首間效力的球會只是於非聯賽級會的杜羅隊（Tow Law Town F.C.），其後於1980年，當時英乙的紐卡素以1,000英鎊的價錢簽入沃德爾，擔任前鋒球員，後來沃德爾合拍凯文·基冈與彼得·比士利（Peter Beardsley），成為了強勁的攻擊組合，及後於1983年至1984年的球季協助球會升至甲組聯賽。升上當時最頂級聯賽後，沃德爾改為左翼球員，在聯賽貢獻了10球之多。
後來於1985年，沃德爾以當時的高價59萬鎊轉會至熱刺，他為前球會上陣了170場，合共得到46球入球。在新球會熱刺，沃德爾配合格伦·霍德尔、亞迪尼斯（Osvaldo Ardiles）與保羅·阿倫（Paul Allen）為球會踢出良好的成績，在加盟熱刺4年中，沃德爾上陣138場聯賽，以翼鋒身份入了達33球。
1989年，沃德爾首次到外國球會作賽，當時法甲勁旅馬賽以當時世界次高轉會費紀錄，425萬鎊轉會至法國。在加盟球會的首年，沃德爾就為馬賽贏得了聯賽冠軍，並於次年獲得歐洲最佳前鋒獎。同年，即1991年，馬賽成功晉身歐聯的決賽，對手是南斯拉夫的貝爾格萊德紅星，兩隊苦戰120分鐘，互無紀錄，最終因马努埃尔·阿莫罗斯（Manuel Amoros）的宴客而失去了冠軍。
華度為馬賽三奪聯賽王位寶座後被錫周三羅致，沃德爾再次返回英格蘭，在錫周三的第1年，沃德爾奪得了英格蘭足球先生獎項，在華度效力錫周三的5個球季中，上陣109場，共入了9球。隨後，華度先後成為了福爾柯克、新特蘭、般尼以及托基聯的球員，最後於1999年退出球壇。

### 國家隊
在國家隊，沃德爾於1985年首次彼上英格蘭的球衣，後來沃德爾的出眾表現，使自己成為了隊中的主力球員之一。於1986年世界杯，英格蘭因馬勒當拿的「上帝之手」被淘汰出局。4年後的世界杯，沃德爾已成為了翼鋒，加強了國家隊的威力，幫助球隊過關斬將，最終在四強賽不敵西德，其中在與西德互射點球階段中，沃德爾作為最後一名主射點球的英格蘭球員，但卻將皮球踢飛，英格蘭亦因此以比數3：4再一次被西德淘汰出局。後來在季軍爭奪場中敗給意大利，得到安慰獎殿軍。
1991年5月1日以後，沃德爾再沒有入選國家隊，他於國家隊中上陣了62次，入了6球。

### 後球員年代
沃德爾現時擔任BBC新聞及體育電台（BBC Radio Five Live）英超比賽的綜合評論員，同時亦為太陽報撰寫專欄。華度有一名女兒（波姬）及一名兒子（積克），而他的表親亞倫·華度（Alan Waddle）亦為職業球員。華度亦有為杜亞（Dore）的五人足球隊洛士利熊（Loxley Bears）出賽。
他亦為美商藝電的足球電視遊戲系列作過評述，其中諷刺地評述一個射入的十二碼點球時說道：「約翰，點球就是應該這樣射的。」
2006年世界盃英格蘭敗給葡萄牙，沃德爾是英國最激烈的批評者之一。在賽後一篇BBC網站的文章中，他的嚴厲批評包括：
- 「我們就只是一隊半準決賽隊伍，沒有能力再進一步。」
- 「每一次遇著一隊有一點技術的隊伍，我們便束手無策。」
- 「我們要面對現實了，我們的隊伍沾不上世界最佳的七隊的邊兒。」
- 「但是我們這個國家得清醒一下，得明白我們的隊伍不是甚麼好球隊。」

以上的評論來一篇文章，當中包括幾位知名足球分析專家的賽後感想。
沃德爾曾表示有興趣擔任因哥連·鐸（Colin Todd）辭職而懸空的巴拉福特領隊一職。 

### 榮譽獎項
- 1987年：足總盃亞軍（效力熱刺）
- 1990年：法國甲組足球聯賽冠軍（效力馬賽）
- 1991年：法國甲組足球聯賽冠軍（效力馬賽）
- 1991年：歐洲聯賽冠軍盃亞軍（效力馬賽）
- 1992年：法國甲組足球聯賽冠軍（效力馬賽）
- 1993年：英格蘭足球先生（效力錫周三）
- 1993年：足總盃亞軍（效力錫周三）
- 1993年：聯賽盃亞軍（效力錫周三）